# Zgrupowanie „Siekiera”

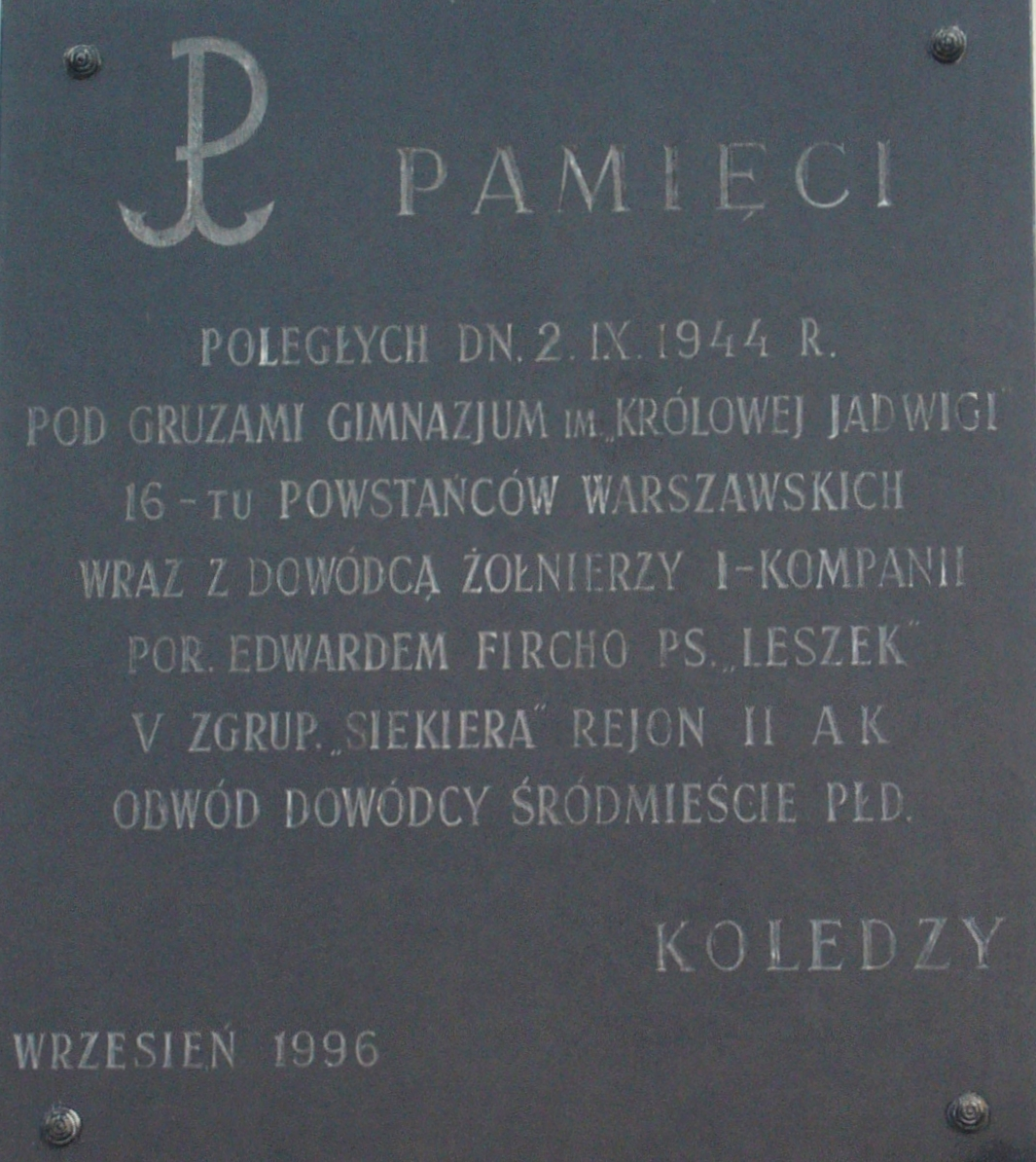
Tablica upamiętniająca śmierć żołnierzy zgrupowania, znajdująca się na ścianie budynku CODN przy pl. Trzech Krzyży

Zgrupowanie „Siekiera” lub V Zgrupowanie – oddział Armii Krajowej, wywodzący się ze scalonych z Armią Krajową oddziałów: Organizacji Wojskowej „Wilki” oraz „Polska Niepodległa”, działający w konspiracji oraz walczący w powstaniu warszawskim. Oddział stanowił V Zgrupowanie Rejonu 2 Obwodu Śródmieście AK, pod dowództwem por. Romana Rożałowskiego „Siekiera”. Jako samodzielne zgrupowanie działało od 1 do 7 sierpnia 1944. Od 8 sierpnia dwie kompanie 2 i 4 weszły w skład Zgrupowania „Kryska”, zaś 1 i 3 kompania zostały oddelegowane do dyspozycji dowództwa Podobwodu Śródmieście Południowe.

## Udział w powstaniu warszawskim
Według wersji Sławomira Fojcika stan zgrupowania na dzień 31 lipca 1944 wynosił cztery kompanie 443 żołnierzy i 73 kobiety w Wojskowej Służby Kobiet, łącznie 516 żołnierzy. Według ustaleń Marka Stroka zgrupowanie liczyło pięć kompanii i 732 żołnierzy. Istnieją wątpliwości odnośnie do przynależności 5 kompanii do Zgrupowania. Sławomir Fojcik podaje, że kompania „Kosmy” stanowiła część VII Zgrupowania. Wersję tę potwierdza hasło poświęcone kompanii zamieszczone w Wielkiej Ilustrowanej Encyklopedii Powstania Warszawskiego. Informacja tam zamieszczona określa, że kompania początkowo należała do V Zgrupowania, następnie zaś została przeniesiona do VII Zgrupowania. Z poglądem tym polemizuje Marek Strok, który podważa ustalenia Sławomira Fojcika, wskazując na podstawie źródeł, że kompania „Kosmy” została przeniesiona z VII Zgrupowania „Ruczaj” do V Zgrupowania „Siekiera” jako 5 kompania. Wersję tę potwierdza ordre de bataille zamieszczone w zbiorze dokumentów „Powstanie Warszawskie”, jak również publikacja Tadeusza Grigo.
Nie ulega jednak wątpliwości, że kompania „Kosmy” walczyła odrębnie od Zgrupowania „Siekiera”.

### Koncentracja
25 lipca w związku z ogłoszeniem stanu czujności zastępca dowódcy zgrupowania por. „Tum”, zarządził koncentrację oddziałów. Do 21.00 następnego dnia, 1 kompania koncentrowała się w bursie przy ul. Czerniakowskiej. 2 kompania czekała w sekcjach i po specjalnym rozkazie miała się przenieść do punktu na ul. Książęcej 1. 3 kompania gromadziła się przy ul. Czerniakowskiej 185, 4 kompania w kamienicy przy ul. Wilanowskiej 24, zaś 5 kompania przy ul. Mokotowskiej 22. Stawiło się 80% żołnierzy, tylko 4 kompania stawiała się w całości (170 żołnierzy).
27 lipca miejsce postoju zmieniły kompanie 3 i 4. Kompania 3 musiała zmienić miejsce postoju po przypadkowym wybuchu granatu. Oddział przeszedł na ul. Wilanowską 24. Aby zmniejszyć zagrożenie dekonspiracją wobec mieszkających tam volksdeutschów, przesunięto skoncentrowaną tam 4 kompanię. 1, 3 i część 2 plutonu została skierowana do Instytutu Głuchoniemych na pl. Trzech Krzyży 4 oraz Pałacu Merliniego, zaś część 2 plutonu skierowano na ul. Szarą 5. Grupa ta jednak musiała się ewakuować na ul. Szarą 1 po obławie zaalarmowanych żandarmów.
29 lipca ok. godz. 18.00 plutony 121 i 122 z 2 kompanii (57 żołnierzy) przeniosły się do kotłowni w gmachu ZUS na rogu ul. Książęcej i Czerniakowskiej. Trzeci (123) pluton tej kompanii koncentrował się na ul Towarowej. 30 lipca rano oddziały otrzymały rozkaz opuszczenia gmachu ZUS i ponownego zebrania się o 17.00.
Rozkaz o rozpoczęciu powstania dotarł do zgrupowania ok. godz. 13.30. Dowództwo zgrupowania z tymczasowego miejsca przy ul. Szarej 12, na godz. 17.00 przeniosło się do mieszkania przy ul. Szarej 14 m. 31.
1 kompania, w składzie 92 żołnierzy (w tym 12 kobiet z WSK) (lub według innej wersji 98) na 125 zarejestrowanych, skoncentrowana była w bursie przy ul. Czerniakowskiej 169 u zbiegu z ul. Łazienkowską. Kompania uzbrojona była w 2 ckm Maxim wz. 08, 1 rkm Browning wz. 1928, 17 kb, 18 pistoletów, 92 granaty, 60 butelek zapalających i 20 ładunków wybuchowych.
2 kompania, w składzie 94 żołnierzy (w tym 12 kobiet z WSK), skoncentrowana była w kotłowni budynku szpitala ZUS przy ul. Czerniakowskiej 231 róg Rozbrat. Kompania uzbrojona była w 7 pistoletów, 40 granatów, kilkanaście butelek z benzyną i niewielki zapas ładunków wybuchowych. Według Tadeusza Grigo o godz. 17.00 dotarło 75 żołnierzy i 11 kobiet z WSK, zaś uzbrojenie składało się z 5 sprawnych pistoletów, 18 granatów i 29 butelek z benzyną.
3 kompania, w składzie 87 żołnierzy (w tym 14 kobiet z WSK), skoncentrowana była w zabudowaniach fabryki siatki St.Ledóchowskiego przy ul. Przemysłowej 28/32. Na uzbrojenie kompanii składały się: 4 pistolety maszynowe, 6 kb, 15 pistoletów, ok. 30 granatów i butelek zapalających. Jednak na miejsce koncentracji nie stawiła się większość żołnierzy. Tuż przed 17.00 przybyło zaledwie 15 żołnierzy. Do godz. 17.15 zgłosiło się 30 żołnierzy.
4 kompania w składzie 109 żołnierzy (w tym 21 kobiet z WSK) skoncentrowana była w Instytucie Głuchoniemych na placu Trzech Krzyży 4/6. Uzbrojenie kompanii składało się z 3 kb, kilku pistoletów, 20 granatów i kilkudziesięciu butelek z benzyną. 5 kompania skoncentrowana była przy ul. Mokotowskiej.
Kompanie 1, 2, 3 i 4 Zgrupowania, z pozycji przy ul. Rozbrat z przyległymi ulicami w kierunku Czerniakowskiej miały za zadanie opanowanie punktów nieprzyjaciela: budynków Sejmowych, na skrzyżowaniu ul. Piusa i Al. Ujazdowskich, Szpitala Ujazdowskiego, gimnazjum im. Stefana Batorego ul. Górnośląskiej róg ul. Myśliwieckiej oraz ul. Rozbrat 44, szkoły handlowej i „Dom Akademiczek” przy ul. Górnośląskiej 14 oraz „Dom Spółdzielczy Pracowników PKO” przy ul. Górnośląskiej 20. 5 kompania miała natomiast zdobyć budynki Al. Ujazdowskich 23 i 25 oraz ul. Szopena 2a.

### Godzina „W”
1 kompania podjęła próbę zdobycia Domu Harcerza przy ul. Łazienkowskiej (róg ul. Rozbrat), zajętego przez oddział SA. Po opuszczeniu bursy z rogu Czerniakowskiej i Łazienkowskiej została silnie ostrzelana z rejonu stadionu Legii. Na początku ataku zacięły się oba ckm kompanii. Po półtoragodzinnej walce, doznając znacznych strat, kompania wycofała się na ul. Przemysłową. Atak kompanii został wsparty przez grupę 30 żołnierzy z 3 kompanii, która w większości nie zdołała się zebrać w miejscu koncentracji. Część 3 kompanii stoczyła potyczkę przy ul. Fabrycznej z patrolem żandarmerii, zdobywając samochód, 1 pistolet maszynowy i 1 jeńca. W trakcie potyczki do kompanii przyłączył się 15-osobowy oddział organizacji „Miecz i Pług”, pod dowództwem Izydora Sosnowskiego przedstawiającego się jako „kapitan Sęp”.
W 4 kompanii, pluton w składzie 37 żołnierzy, wraz z dowódcą kompanii, ruszył z Instytutu Głuchoniemych, próbując zaatakować „Dom Akademiczek” przy ul Górnośląskiej 14. Najpierw ruszyła pięcioosobowa grupa szturmowa (dowódca kompanii ppor. Sapuła „Zygmunt Celiński”, pchor. Sławomir Jędrzej Jungowski „Wojski”, pchor. Janusz Jabłoński „Leszczyc”, strz. Józef Fresesl „Chyży”, och. NN), mająca wysadzić ścianę, a następnie pozostała część grupy (32 żołnierzy). Gdy znaleźli się pod skarpą Frascati, zostali ostrzelani z trzech stron. Z pierwszej grupy polegli wszyscy, w tym dowódca kompanii. Z drugiej zaś zaledwie 13 udało się wycofać. Resztki grupy wycofały się do budynku ZUS przy Czerniakowskiej.
2 kompania z powodu braku dostatecznego uzbrojenia nie weszła do walki. Wystawiono jedynie drużynę szturmową w sile drużyny wspierającej atak plutonu 4 kompanii na ul. Górnośląską. Na tyłach ogrodów sejmowych drużyna została ostrzelana, tracąc zabitego i 3 rannych. Pluton 1107 z 4 kompanii nie zdołał zdobyć hotelu oficerskiego w YMCA.
Osobno walczyła 5 kompania, która w składzie dwóch plutonów (190 i 192) z rejonu koncentracji ul. Mokotowska – Piusa, próbowała bezskutecznie zdobyć obiekty SS przy Al. Ujazdowskich 23 i 25 oraz ul. Szopena 2a. Oddział został odcięty, zginęło 17 powstańców wraz z dowódca, uratowało się zaledwie 13. Pluton 194 zdobył kasyno przy al. Szucha 29, lecz wskutek braku amunicji został otoczony i zniszczony.

### Od do 2 do 7 sierpnia
Po niepowodzeniach ataku kompanie cofnęły się do punktów wyjściowych, zaś 2 i 3 kompania rozproszone oddaliły się od ul. Rozbrat i gromadziły przy ul. Czerniakowskiej i Solec. Jak twierdzi Tadeusz Grigo – por. „Siekiera” nie nawiązał kontaktu ze swoimi kompaniami, dlatego inicjatywę przejął samozwańczy „kapitan Sęp” (Izydor Sosnowski), który podporządkował sobie m.in. ppor. Eugeniusza Rutkowskiego „Goraj” (dowódcę 2 kompanii), oraz ppor. Tadeusza Kuliczkowskiego „Stojewicz” (dowódcę 3 kompanii). 2 sierpnia „kapitan Sęp” wydał rozkaz demobilizacji, zaś oddziały uzbrojone otrzymały rozkaz wycofania się na Siekierki na następnie do Lasów Kabackich. Jednak przejście nie było możliwe zaś oddziały powróciły na dawne miejsca. Według podanych informacji rozproszyła się połowa ludzi z 2 kompanii.
W nocy z inicjatywy por. „Siekiery” zaczęto budować barykady obejmując obszar ograniczony ulicami: Rozbrat, Czerniakowską, Szarą i Łazienkowską. Autorzy monografii o powstańczym Czerniakowie Karol Mórawski i Lidia Świerczek podkreślają, że opanowanie sytuacji w rejonie, w którym znalazło się wiele różnych oddziałów, było zasługą głównie por. „Siekiery”. 4 sierpnia Pluton 1107 z 4 kompanii stacjonujący na Pl. Trzech Krzyży został podporządkowany ppłk. Janowi Szczurek-Cergowskiemu „Sławbor” organizującemu odcinek w Rejonie 2.
5 sierpnia ppor. „Goraj” zażądał, aby por. „Siekiera” odebrał dowództwo nad oddziałami zgrupowania od „kapitana Sępa”. Działanie to się nie powiodło, ppor. „Goraj” 6 sierpnia odzyskał dowództwo nad plutonami 130 i 131 z 4 kompanii. 7 sierpnia część 4 kompanii (bez plutonu 1107) pod dowództwem st.sierż. „Łuszczyca”, na rozkaz por. „Tuma” przeszli z Instytutu Głuchoniemych na ul. Okrąg, gdzie połączona została z oddziałem odebranym „kapitanowi Sępowi”. Dowództwo kompanii objął por. „Tum”. Tego samego dnia do zgrupowania powróciła 2 kompania, przenosząc się z kwater przy ul. Mącznej do budynku przy ul. Okrąg 1 i Wilanowskiej.
8 sierpnia do dowództwa na ul. Okrąg przybył ze swoim oddziałem kpt. Zygmunt Netzer (ps. „Kryska”), obejmując tym samym dowództwo nad wszystkimi jednostkami przebywającymi wówczas na Czerniakowie. Oddziały zgrupowania „Siekiera” weszły w skład zgrupowania „Kryska” – od tego dnia zgrupowanie „Siekiera” faktycznie przestało istnieć. Po 12 sierpnia dwie kompanie byłego zgrupowania przesunięto do Śródmieścia (1. Kompania walczyła w składzie batalionu „Miłosz”, natomiast 3. kompania brała udział w zdobywaniu małej PAST-y przy ul. Piusa XI obecnej Pięknej 19). Pozostałe dwie kompanie zreorganizowano i wraz z innymi oddziałami od 19 sierpnia walczyły w ramach batalionu „Tum” Zgrupowania Kryska, z którym od 10 do 23 września broniły Czerniakowa (odbyły się m.in. ciężkie walki o przyczółek czerniakowski).

## Ordre de batallie V Zgrupowania
Skład V Zgrupowania w dniu 1 sierpnia 1944:
Dowództwo
- dowódca – por. kaw. Roman Rożałowski „Siekiera”;
- zastępca – por. rez. Teofil Budzanowski „Tum”;
- adiutant – por. Kazimierz Wasilewski „Bachus”;
- oficer gospodarczy (kwatermistrz) – ppor. rez. Witold Sommer „Sęk”;
- oficer informacyjny – NN;
- oficer broni – NN;
- lekarz – kpr. pchor. lek. stom. Paweł Jerzy Wiśnicki „dr Jurek”;
- oficer saperów – ppor. rez. sap. Jerzy Litwin „Wacław”
- referentka sanitarna WSK – Krystyna Michalec „Krystyna”;
- komendantka łączniczek – Emilia Jabłońska „Maria”;
- dowódca pocztu – plut./wachm. Mikołaj Kledzik „Bau”

Oddziały
- 1 kompania – dowódca ppor. Edward Fircho „Leszek”; zastępca ppor. rez. Wacław Vepo „Robak”; szef – st. sierż.Feliks Büttner „Orzeł”;
  - Pluton 132 – dowódca plut./st.sierż. Wacław Gromek „Piorun”; Według wersji Sławomira Fojcika dowódcą był pchor „Tur” NN[20].
  - Pluton 133 – dowódca ppor. rez. Walenty Mironow „Mir”; Według Tadeusza Grigo dowódca plutonu był plut. Zygmunt Ostrowski Żbik”[9].
  - Pluton 134 – dowódca ppor. rez. Edward Lukasz Vepo lub Wepo „Robak” (zg. 1 sierpnia 1944); Według Tadeusza Grigo dowódcą plutonu był ppor. rez. Walenty Mironow „Mir”[9].

Według wersji S. Fojcika w skład kompanii wchodził również pluton ckm pod dowództwem plut. Mieczysława Śliwiki „Knieja”.
- 2 kompania – dowódca ppor. Eugeniusz Rutkowski „Goraj”;
  - Pluton 121 – ppor. rez. Jan Eichlberger „Góra”;
  - Pluton 122 – st. sierż. Antoni Dobrojski „Czech”;
  - Pluton 123 – ppor. rez. Stefan Słoński „Jerzy”;
- 3 kompania – dowódca ppor. Tadeusz Kuliczkowski „Stojewicz”;
  - Pluton 124 – kpr. pchor. Marian Cypel „Zgroza”; Według Sławomira Fojcika nie było takiego plutonu w kompanii[20];
  - Pluton 128 – kpr. pchor. Zdzisław Wojciech Szyszkowski „Ostoja”.
  - Pluton 129 – ppor. „Jastrzębski” NN; (zg. 1 sierpnia 1944). Według Sławomira Fojcika plutonem dowodził kpr. pchor. Marian Cypel „Zgroza”[20];
  - pluton sanitarny – san. „Cyganka” NN. Według Sławomira Fojcika nie było takiego plutonu w kompanii[20];

Według Sławomira Fojcika w kompanii funkcjonował pluton 130, którym dowodził kpr. pchor. Józef Wilczyński „Lidia”.
- 4 kompania – dowódca ppor. Zygmunt Sapuła „Zygmunt Celiński”(zg. 1 sierpnia 1944); Według Sławomira Fojcika plutony tej kompanii były numerowane od 1 do 4[2].
  - Pluton 130 – kpr. pchor. Tadeusz Budzanowski „Tumek”; Według Sławomira Fojcika plutonem dowodził plut. pchor. Janusz Jabłoński „Leszczyc”[2].
  - Pluton 131 – sierż. Jan Urbaniak „Szymański” (zg. 1 sierpnia 1944);
  - Pluton 1107 – st. sierż. Edmund Malinowski „Mundek Bumerang”;

Według Sławomira Fojcika funkcjonował w kompanii jeszcze jeden pluton, którym dowodził kpr. pchor. Jerzy Piwoński „Konar”.
- 5 Kompania – ppor. rez. art. Zygmunt Manikowski „Zygmunt Kosma” (zg. 1 sierpnia 1944); Podporządkowana komendzie 2 Rejonu;
  - Pluton 190 – st. sierż. pchor. Tomasz Piątkowski „Grzymała”;
  - Pluton 192 – plut. pchor. Lucjan Mindak „Słucz”;
  - Pluton 194 – NN[5].